# Uppfostringsanstalt
En uppfostringsanstalt var en form av vårdinstitution som hade till uppgift att uppfostra minderåriga med antisociala beteenden såsom kriminalitet, bus och olydnad. I slutet av 1830-talet instiftades de första institutionerna i Sverige och historiskt inrymmer institutionsformen flera olika benämningar, exempelvis uppfostringshem, räddningsinstitut, skolkarhem, skyddshem med flera. I och med barnavårdslagarna från 1902 kom spretigheten i benämningen att reformeras och ges den gemensam benämningen skyddshem. Förutom en renodling av institutionsformen infördes en ny påföljd för ungdomar, tvångsuppfostran, vilken trädde i kraft 1905 följt av inrättandet av två tvångsuppfostringsanstalter, Bona för pojkar och Viebäckhemmen för flickor. 
Idag går institutionsformen skyddshem under benämningen särskilda ungdomshem och huvudman för verksamheten är Statens institutionsstyrelse. Det finns 25 särskilda ungdomshem i Sverige idag.

## Ungdomsvårdsskola
Ungdomsvårdsskolan var en typ av anstalt för kriminella och missbrukande ungdomar. När ungdomsvårdsskolorna avskaffades 1982 fanns 18 ungdomsvårdsskolor i Sverige, med plats för omkring 500 ungdomar.

## Etymologi
|  | Wiktionary har en ordboksartikel om uppfostran. |

Fostra, till foster från fornsvenska fostre, jmfr isländskans fóstri i betydelsen hemfödd träl/trälinna. Vad som fötts respektive avlats av människa eller djur. Livsfrukt, barn, unge, avkomma. Giva ett barn underhåll, vård under dess uppväxtår, amma. Även ett djur eller växt kan vara föremål för fostran exempelvis i ett gammalt uttryck som ”fostra kål och potatis”. Germanska fõs(t)ra en avledning av stammen fõd, av föda.